# Twipra
Il Regno Twipra (nome in Sanscrito: Tripura, anglicizzato: Tippera) fu uno dei più grandi regno antichi del popolo Tipra di etnia Bodo-Kachari nella parte nord orientale del sud dell'Asia.
Nacque dopo il I secolo a.C. attorno alla confluenza del fiume Brahmaputra con i fiumi Meghna e Surma, nell'attuale area centrale del Bangladesh. La capitale fu chiamata Khorongma.